# Åskar Lilja
Åskar Lilja, född 20 oktober 1978 i Lund, är en svensk konstnär, baserad i Växjö. Liljas tecknade serier har publicerats i Smålandsposten. Utöver bildkonst har Lilja även arbetat med musik och stadsvandringar. Lilja öppnade 2023 galleriet Kaross i Uffes källare.